# Тихонов, Олег Валерьевич
Олег Валерьевич Тихонов (бел. Алег Валер'евіч Ціханаў) (род. 10 августа 1981, Светлогорск, БССР, СССР) — белорусский ИТ-предприниматель, режиссёр, продюсер, теледизайнер, музыкант. Бывший генеральный продюсер телеканала «A-One» (Украина). Генеральный директор и сооснователь белорусско-американского проекта "Eightydays.me".

## Биография
Родился в Светлогорске, в 1994 году родители переехали в Гомель. С самого детства занимался спортом (лёгкая атлетика). С 12 лет играл на гитаре во дворах и переходах. О музыкальной карьере задумался после знакомства с Александром Цыганком и Александром Федоровичем.
Как музыкант играл в группах «Вруцелето» (1996—1999) и «Зелень Дорог» (1999—2005). В разное время был внештатным сотрудником «Музыкальной газеты» и лейбла «БМАgroup» (1996—2001). Закончил Витебское государственное училище искусств (2005) по специальности «Режиссура народных обрядов и праздников»: дипломная работа рок-опера СПЁКА (муз. и слова О.Тихонов). Также обучался в Гомельском Высшем училище кулинарии (1998).
Карьеру продюсера начал с группы «OSIMIRA» (2004, продюсирование первого диска группы).
Активно работает над популяризацией белорусской «живой» музыки за рубежом.
Как теледизайнер и клипмейкер создал более 300 телевизионных роликов на разную тематику.

### 2002—2007
C 2002 по 2005 программный директор радиостанции «Люкс» (г. Витебск), где создавал программу «БУЛЬБА-ЛЮКС», посвященную белорусской музыке. Также был радиоведущим.

C 2005 по 2011 год автор телевизионного оформления международного фестиваля искусств Славянский базар в Витебске.

С 2005 по 2008 год директор белорусского этно-проекта «Osimira».

В 2006 году совместно с Витебским Центром Современного Искусства работал над созданием фильма «Казимир Малевич. Будет Яснее Солнца (фильм)».

В 2007 году был приглашен в жюри фестиваля «Рок-кола», а также курировал белорусский отборочный тур российского фестиваля фестиваля живой музыки «Воздух» (Россия, Карелия).

### 2008
В 2008 году вместе с единомышленниками (Андрей Половченя, Сергей Будкин, Виталий Бровко) создал фестиваль «WorldMusicTree», гала-концерт которого прошёл в Летнем Амфитеатре, а участниками стали «этно-трио Троица», «Палац» и «Osimira». Также Олег вновь курировал белорусской отборочный тур международного фестиваля живой музыки «Воздух» (Россия, Карелия)..
В этом же году Олег становится концертным продюсером ансамбля средневековой музыки «Стары Ольса», и вместе с Глебом Морозовым создаёт интернет-радиостанцию «NETradio Ethnoza», которая проработала до 2011 года.

### 2009
В мае 2009 года, был приглашен на должность музыкального продюсера на фестиваль «ПАРК КИЕВСКАЯ РУСЬ».
Как один из продюсеров фестиваля «Джаз Коктебель» в июле организовал отборочный тур фестиваля «Джаз Коктебель».
С октября 2009 года — продюсер белорусского представительства ООО «Телеканал Первый Альтернативный».
С октября 2009 года — член совета ООО «Витебский Битлз-Клуб» (Битлз-клуб «Чердачок»), где курирует вопросы музыкальных программ и маркетинг.

### 2010
В 2010 году совместно с украинским промоутером, Евгенией Стрижевской, создал проект-фестиваль «ДНИ ПРАВИЛЬНОЙ БЕЛОРУССКОЙ МУЗЫКИ В КИЕВЕ». Первые вечеринки фестиваля прошли в киевском клубе «44». Среди участников «Первого Сезона» были: Серебряная Свадьба, Kusudama, Osimira, The Toobes, Yellow Brick Road. Проект получил продолжение в ноябре 2010 года. Вечеринки второго сезона прошли 25-27 ноября под патронажем Олега Скрипки, в киевском клубе «Sullivan Room». Среди участников «Второго сезона» фестиваля были: Этно-трио Троица, Трио Константина Горячего, Сергей Пукст, CherryVata, The Apples, Фляус и Кляинн, НагУаль.
В этом же году Олег организовал белорусско-российский промотур международного фестиваля «Джаз Коктебель» — «Koktebel Jazz. Festival Trip». Концерты прошли в Казани, Москве, Санкт-Петербурге, Петрозаводске и Витебске. В концертах принимали участие: Серебряная Свадьба, Алексей Кузнецов, Safety Magic, Nina Karlsson, Hvarna, Venger Collective, ОПА, Akana-NHS, Morfe Acoustic Band, A-JAZZ, Hair Peace Salon, Open Space.
Менеджер концертных программ фестиваля «Славянский базар в Витебске».

### 2011
Вместе с Гариком Оганжаняном создали Битлз-фестиваль «Ob-la-ki, Ob-la-ka» (Витебск, 17-19 июня 2011), главным гостем которого стал Борис Гребенщиков. Фестиваль проходил на трёх площадках.
В январе - апреле 2011 года, большой концертный тур по городам России, Беларуси и Украины группы «Вопли Видоплясова» — «ВВ25», гала-концерты прошли в Москве, Киеве и Минске.
В ноябре 2011 года, был приглашен на должность генерального продюсера музыкального телеканала «A-ONE» (Киев, Украина). Лозунг телеканала «Телеканал Культурного Сопротивления».
Член жюри международного фестиваля рекламы «Белый Квадрат» (Минск, Беларусь)

### 2012
- Жюри международного фестиваля рекламы «Белый Квадрат» (Минск, Беларусь)[18]
- Жюри фестиваля молодых музыкантов «METRO ON STAGE»[19]
- Член оргкомитета международного фестиваля «Джаз Коктебель 2012».
- С марта по сентябрь директор проекта «Sophie Villy»
- Член оргкомитета фестиваля «Трипольский Круг»[20]
- C декабря начинает работу с группой Евгения Фёдорова «ZORGE»[21]

### 2013
- Член жюри фестиваля молодых музыкантов «METRO ON STAGE», 2013

### 2015
- В Январе создает ИТ-компанию по созданию приложения «Ontourcloud» при Белорусском Парке Высоких Технологий[22]. В декабре проект «Ontourcloud» побеждает в республиканском конкурсе «Стартап Года 2015»[23][24].

### 2016
- Руководит разработкой и создает приложение «Eightydays.me»[25]. В декабре проект «Eightydays.me» побеждает в республиканском конкурсе «Стартап Года 2016»[26].

### 2017
- Спикер конференции LOGIN. Вильнюс, Литва [27]

### 2018
- Проект 80days.me становится продуктом дня в Product Hunt [28]

### 2020
- Проект 80days.me отмечен в Forbes [29]

### 2021
- Спикер конференции "TIS", Севилья, Испания[30]

### 2022
- Спикер конференции "South Summit 2022", Мадрид, Испания[31]
- Волонтёр фонда морских черепах в Чиралы, Турция[32][33]

### 2024
- Член жюри премии путешественников "Звезда под рюкзаком" [34]

## Семья
Четверо детей.

## Проекты (автор, руководитель, продюсер)
- 2000, 2001, фестиваль акустической музыки «ВСЕВОЛЬНЫЙ», директор
- 2004, 2005, 2006, 2007 фестиваль «Святки на Колядки», продюсер
- 2008, фестиваль «WorldMusicTree», директор
- 2010, 2012, фестиваль «Koktebel Jazz: Festival Trip», продюсер
- 2010, фестиваль «Дни Правильной Белорусской Музыки», первый и второй сезоны, директор
- 2010, сольные концерты «Этно-трио Троица», Нино Катамадзе и группы «INSIGHT», совместный концерт Джаз Кабаре Олега Скрипки и кабаре-группы Серебряная Свадьба, в рамках фестиваля искусств «Славянский Базар в Витебске», руководитель проекта[35]
- 2010, «Свободная Джем Сцена Первого Альтернативного», дополнительная сцена-клуб на фестивале «Джаз Коктебель» — продюсер
- 2011, международный Битлз-фестиваль «Ob-la-ki, Ob-la-ka», художественный руководитель фестиваля
- 2014, фестиваль «MIRUM MUSIC FESTIVAL»
- 2015, сольный концерт «Би-2» в рамках фестиваля искусств «СЛАВЯНСКИЙ БАЗАР В ВИТЕБСКЕ», руководитель проекта
- 2015, фестиваль «MIRUM MUSIC FESTIVAL»

## Фильмография
- 2005, 2006, 2007, 2008, 2009, 2010, 2011 телеоблик международного фестиваля искусств «Славянский базар в Витебске», дизайнер и продюсер.
- 2005, документальный фильм о президенте FIDOF — «Армандо Морено», режиссёр. Язык: английский, русский.
- 2006, музыкальный клип «По льду» группы Jenowa, режиссёр и монтаж.
- 2006, документальная фильм-зарисовка Казимир Малевич. Будет Яснее Солнца (фильм), режиссёр, монтаж. Язык: французский, русский.
- 2008, телеоблик международного фестиваля «Молодёжь за Союзное государство» (Ростов-на-Дону), дизайнер.
- 2008, телеоблик республиканского фестиваля тружеников села «Дажынки», дизайнер.
- 2009, телеоблик международного фестиваля «Парк Киевская Русь», дизайнер и продюсер.
- 2011, режиссёр видеопостановки для симфо-балета «Бал в Иерусалимском Дворце» (Тель-Авив, Израиль).

## Дискография
CD, в релизе которых продюсер принимал участие:
- 2004, Osimira «Прошча». БМАgroup, Sketis Music
- 2007, российское издание Osimira «Druva». Sketis Music
- 2007, российское издание Бан-Жвірба[тарашк.] «Забабоны». Sketis Music
- 2007, российское издание этно-трио Троица, «Сем». Sketis Music
- 2008, российское переиздание серии из 7 CD ансамбля Стары Ольса. NewSoundAge
- 2010, российское издание «СОВРЕМЕННЫЙ ДЖАЗ УКРАИНЫ». KOKTEBEL JAZZ
- 2012, самиздат Sophie Villy «Mother Fish»